# 菱斑條紋小䰾
菱斑條紋小䰾（學名：Desmopuntius rhomboocellatus），又稱菱斑小䰾、菱斑無鬚魮，為輻鰭魚綱鯉形目鯉科條紋小䰾屬下的一個種，原本被歸類在Puntius屬，分布於亞洲婆羅洲西加里曼丹省和中加里曼丹省淡水流域，本魚體延長呈長橢圓形，口端位，吻尖，眼大，體被圓鱗，側線明顯，尾鰭叉形，無觸鬚，體色紅色或橘色，有深綠色菱形、垂直條紋。幼魚色彩較不鮮豔，身體呈銀色，背部略帶紅色，有淺色花紋，體長可達8.8公分，棲息在森林覆蓋，沉積物沉澱帶酸性水質的丹寧色溪流底中層，屬雜食性，生活習性不明，可做為觀賞魚。